# 靖宇南路
靖宇南路是中華人民共和國上海市楊浦區一條南北走向道路，道路南起控江路，北至靖宇中路，道路全長635米，寬11.8至14.2米，车行道宽9米，道路始建於1952年，路名來自於吉林省白山市靖宇縣。